# Bhíma (řeka)
Bhíma (maráthsky भीमा, kannadsky ಭೀಮಾ, telugsky భీమా) je 725 kilometrů dlouhá řeka v Indii, levý přítok Krišny. Protéká svazové státy Maháráštru, Karnátaku a Telangánu.
Je nejdůležitějším přítokem Krišny. Pramení v Západním Ghátu v Maháráštře přibližně sto kilometrů severozápadně od Puné. Teče jihovýchodním směrem po Dekánské plošině skrze Maháráštru do Karnátaky. Později tvoří na krátkém úseku méně než deseti kilometrů hranici mezi Karnátakou a Telangánou.